# Жевнеров Едуард Станіславович
Едуард Станіславович Жевнеров (біл. Эдуард Станіслававіч Жаўнераў; нар. 1 листопада 1987, Могильов, Білоруська РСР) — білоруський футболіст, захисник клубу «Слуцьк».

## Клубна кар'єра
У 2006 році Жовнерова в чемпіонаті міста Могильова помітив Олександр Сєднєв, який збирав нову команду, й запросив його в могилівський «Савіт». У 2009 році виступав в оренді в  Після цього сезону клуб припинив існування, і Жевнеров перебрався до іншого могильовського клубу «Дніпра», де не завжди потрапляв у стартовий склад. 2010 року провів 5 матчів за «Дніпро» у кваліфікаційному раунді Ліги Європи 2010/11. У 2011 році підписав контракт із мінським «Динамо» (натомість у зворотному напрямку вирушив Антон Матвеєнко). За Олега Василенка грав у дублюючому складі. З приходом на тренерський місток Сергія Овчинникова став гравцем основи клубу, але вже ближче до завершення сезону присів на лаву запасних. Першу половину сезону 2012 року провів в оренді в «Дніпрі», за який уже виступав, але стати основним у могильовському клубі також не зумів. У середині сезону розірвав контракт із «Динамо» за згодою сторін та вільним агентом підписав контракт із «Білшиною». Проте в бобруйському клубі зіграв усього два матчі. На початку 2013 року став гравцем клубу «Славія-Мозир», зіграв декілька матчів за дублюючий склад, після чого опинився в оренді у «Вітебську», де став основним центральним захисником.
У березні 2014 року підписав контракт із берестейським «Динамо», де влітку того ж року закріпився у центрі захисту. У лютому 2015 року продовжив контракт із берестейчанами. У сезоні 2015 року залишався основним гравцем динамівців. Після закінчення сезону покинув клуб. 
З лютого 2016 році тренувався з могильовським «Дніпром», з яким незабаром підписав контракт. У липні 2016 року розірвав контракт із могильовчанами та перейшов до «Білшини», якій не зміг допомогти уникнути вильоту до Першої ліги. У січні 2017 року залишивши Бобруйск та перебував на перегляді в «Слуцьку», але безуспішно.
У березні 2017 року став гравцем литовського клубу «Йонава», а в січні 2018 року повернувся до «Білшини».
У грудні 2018 року перейшов до «Смолевичів». На початку сезону 2019 року став капітаном команди. У січні 2020 року продовжив контракт із клубом. У 2020 році залишався основним захисником та капітаном команди. У грудні після закінчення контракту залишив «Смолевичі».
У січні 2021 року підписав контракт зі «Слуцьком».

## Кар'єра в збірній
Влітку 2010 року завдяки гарному виступу за «Дніпра» в Лізі Європи викликаний до національної збірної Білорусі. За збірну зіграв 11 серпня 2010 року у товариському матчі зі збірною Литви у Каунасі (2:0).

## Досягнення
- Білоруська футбольна вища ліга
  -  Бронзовий призер (1): 2009